# بخش مرکزی شهرستان نهاوند
بخش مرکزی شهرستان نهاوند یکی از بخش‌های تابعه شهرستان نهاوند در استان همدان در غرب ایران است.

## تقسیمات کشوری
- بخش مرکزی
  - دهستان شعبان
  - دهستان طریق‌الاسلام
  - دهستان گاماسیاب

نقاط شهری: نهاوند

## جمعیت
بنابر سرشماری مرکز آمار ایران، جمعیت بخش مرکزی شهرستان نهاوند در سال ۱۳۹۵ برابر با ۱۱۷٬۲۷۰ نفر و در ۱۳۸۵ برابر با ۱۱۷٫۱۸۷ نفر بوده‌است.